# مریم اکبری منفرد
مریم اکبری منفرد (زادهٔ ۲۳ آذر ۱۳۵۵) متهم به هواداری از سازمان مجاهدین خلق و زندانی سیاسی اهل ایران است. گفته شده سه تن از برادران و یکی از خواهران او در طی اعدام دسته‌جمعی زندانیان عقیدتی-سیاسی ایران در تابستان ۱۳۶۷ در ایران اعدام شدند. او سال ۱۳۸۸ در سن ۳۳ سالگی دستگیر شد. در ۲۱ مهر ۱۴۰۳ بعد از پایان ۱۵ سال حبس درحالی که باید آزاد میشد محکومیتی ۲ ساله به او اضافه شد و در ۱ آبان ۱۴۰۳ برای سپری کردن محکومیت ۲ ساله به زندان قرچک ورامین منتقل شد. وی در طول همه سال‌های زندان یک روز هم به مرخصی اعزام نشد.

## دستگیری و زندان
مریم اکبری منفرد در دی ماه ۱۳۸۸ دستگیر شد. در ابتدای بازداشت، ۴۳ روز در سلول انفرادی بود و بدون دسترسی به وکیل، مورد بازجویی قرار گرفت. در خرداد ۸۹ به اتهام «محاربه» به ۱۵ سال زندان محکوم شد.
یکی از اعضای خانوادهٔ او می‌گوید فقط به دلیل تماس تلفنی و ملاقات با خویشاوندان خود که عضو سازمان مجاهدین خلق در عراق هستند به زندان محکوم شده‌است اما دادنامه محکومیت او منتشر نشده‌است.مریم اکبری منفرد که در بند زنان اوین یازدهمین سال محکومیت خود را سپری میکند، طی نامه ای با اشاره بازداشتش در نهم دی ماه ۱۳۸۸ گفته است:
نیمه شب ۹ دی ۸۸،شبی سرد و بارانی به بهانه ی پاره ای از توضیحات مرا از کودکانم جدا کردند و تا ظهر ۱۰ دی بازگردم...به دلیل اینکه همسرم در خانه نبود اجازه خواستم صبح زود بعد از راهی کردن بچه ها به مدرسه و مهدکودک خودم را به دفتر پیگیری معرفی کنم که موافقت نکرده اند...

### حمایت هواداران مجاهدین خلق
خانواده‌های کشته‌شدگان و زندانیان سازمان مجاهدین و همچنین هواداران این سازمان در اصفهان، تبریز و شهرکرد در بیانیه‌هایی جداگانه از مریم اکبری منفرد حمایت کردند و خواستار آزادی بدون و قید شرط وی شدند.

## محکومیت حمله به کمپ سازمان مجاهدین خلق
مریم اکبری منفرد، زهرا زهتابچی و صدیقه مرادی سه زندانی حامی سازمان مجاهدین خلق ایران تیر ۱۳۹۵ در نامه‌ای حمله به کمپ لیبرتی این سازمان را محکوم کردند.
در بخشی از این نامه آمده؛ این جنایات در تاریخ بشریت حک خواهد شد. حک خواهد شد تا آیندگان بخوانند رشادت ستارگان را، آیندگان خواهد خواند جنایت شما مماشاتگران را، آیندگان خواهند خواند خیانت شما مماشاتگران را علیه بشریت.

## شکایت دربارهٔ اعدام اعضای خانواده
در بهمن ۱۳۹۵، مریم اکبری منفرد شکایتی را در گروه کاری ناپدیدشدگان قهری سازمان ملل ثبت کرد و از این نهاد خواست تا جمهوری اسلامی ایران را دربارهٔ پرونده و سرنوشت خواهر و برادرش مورد سؤال قرار دهند.
در پی این شکایت گروه کاری ناپدیدشدگان قهری سازمان ملل رقیه و عبدالرضا اکبری منفرد، خواهر و برادر مریم را به عنوان «ناپدیدشده قهری» به رسمیت شناخت و از جمهوری اسلامی ایران خواست تا دربارهٔ سرنوشت آنها توضیح دهد. گفته شده این افراد در سال ۱۳۶۷ در ایران اعدام شده‌اند.

## تداوم حبس، آزار و شکنجه
در فروردین ۱۳۹۸، سازمان عفو بین‌الملل با صدور بیانیه‌ای خواستار آزادی فوری مریم اکبری منفرد شد و از مقامات ایران خواست تا به «آزار» و «شکنجه» او و خانواده‌اش پایان دهند. در بخشی از این بیانیه آمده‌است «این زندانی عقیدتی در سال ۱۳۹۵ به دلیل طرح یک شکایت که در آن خواهان انجام تحقیقات رسمی در مورد کشتار جمعی مخالفان سیاسی زندانی در تابستان سال ۱۳۶۷ از جمله خواهر و برادرش شده بود، با برخورد تلافی‌جویانه مواجه شده و از حق دسترسی به خدمات درمانی و ملاقات با خانواده محروم شد.»

### تبعید به زندان دیگر
اکبری منفرد، ۱۹ اسفند ۱۳۹۹، به زندان سمنان تبعید شد. حسن جعفری، همسرش روز ۲۰ اسفند گفت که هیچ اطلاعی از وضعیت و علت تبعید همسرش از زندان اوین به زندان سمنان ندارد و مسئولان بدون توضیحی او را منتقل کرد. این انتقال در حالی صورت گرفت که این زندانی بیش از ۱۲ سال را بدون مرخصی در زندان به سر برده‌است.

### واکنش
سازمان عفو بین‌الملل این زندانی را زندانی عقیدتی نامگذاری کرده‌است زیرا محکومیت وی صرفاً مبتنی بر دخالت به حریم خصوصی، خانواده و مکاتباتش است.

## نامه و اقدامات
مریم اکبری‌منفرد، گلرخ ایرایی و آتنا دائمی در مهرماه ۱۳۹۷ با نوشتن نامه ای به مناسبت روز جهانی مبارزه خطاب به گزارشگر ویژه سازمان ملل متحد، جاوید رحمان، خواستار بازدید از زندان‌های ایران و مشاهده نقض حقوق بشر شدند.